# Vravrona - Paraktia Thalassia Zoni
Vravrona - Paraktia Thalassia Zoni este o arie protejată (arie specială de conservare — SAC, sit de importanță comunitară — SCI) din Grecia întinsă pe o suprafață de 2.711,52 ha, integral pe uscat.

## Localizare
Centrul sitului Vravrona - Paraktia Thalassia Zoni este situat la coordonatele 37°55′11″N 23°58′25″E / 37.91975°N 23.973711°E.

## Înființare
Situl Vravrona - Paraktia Thalassia Zoni a fost declarat sit de importanță comunitară în august 1996 pentru a proteja 7 specii de animale. Situl a fost protejat și ca arie specială de conservare în martie 2011.

## Biodiversitate
Situată în ecoregiunile marină mediteraneană și mediteraneană, aria protejată conține 15 habitate naturale: Bancuri de nisip acoperite în permanență slab de apă marină, Straturi cu Posidonia (Posidonion oceanicae), Terase mlăștinoase și terase nisipoase neacoperite de apă la reflux, Golfuri mici largi și golfuri puțin adânci, Recifuri, Faleze cu vegetație de Limonium spp. endemic de pe coastele mediteraneene, Pășuni mediteraneene udate de apa mării (Juncetalia maritimi), Tufărișuri halofile mediteraneene și termo-atlantice (Sarcocornetea fruticosi), Dune mobile cu vegetație embrionară, Râuri mediteraneene cu debit intermitent, cu specii de Paspalo-Agrostidion, Matorral arborescenți cu Juniperus spp., Sarcopoterium spinosum phryganas, Galerii și tufărișuri riverane sudice (Nerio-Tamaricetea și Securinegion tinctoriae), Păduri de Olea și Ceratonia, Păduri de pin mediteraneene cu pini mezogeni endemici.
La baza desemnării sitului se află mai multe specii protejate:
- pești (1): Pelasgus marathonicus
- reptile (6): Chelonia mydas, țestoasa de baltă (Emys orbicularis), Mauremys rivulata, țestoasă bănățeană (Testudo hermanni), Testudo marginata, elaphe situla (Zamenis situla)

Pe lângă speciile protejate, pe teritoriul sitului au mai fost identificate 4 specii de plante, 3 specii de amfibieni, 4 specii de mamifere, 3 specii de nevertebrate, 6 specii de reptile.